# 小叶茯蕨
小叶茯蕨（学名：Leptogramma tottoides）为金星蕨科茯蕨属下的一个种。

## 扩展阅读
- 維基物種上的相關：小叶茯蕨